# 一度きりの笑顔
「一度きりの笑顔」（いちどきりのえがお）は、ASKAの楽曲。配信シングルとして、2018年1月1日に配信された。配信元はDADAレーベル。

## 解説
元々は2017年10月に発売されたアルバム『Black&White』の隠しトラックとして収録された作品。そのため、実質シングルカットである。
ASKAの作品で元日に発売されるのは、1995年のシングル「晴天を誉めるなら夕暮れを待て」以来23年ぶりである。

## 収録曲
1. 一度きりの笑顔
（作詞・作曲：ASKA）
アルバム『Black&White』のブックレットの散文詩「一度きりの笑顔」を基に作られた曲であり、これを曲にするという構想は、ふと思い付いたことだという[1]。この曲のMVは2017年12月24日に公開された[2]。

## 収録アルバム
- Black&White[3]